# Kategorie ochrony przyrody Międzynarodowej Unii Ochrony Przyrody
Kategorie ochrony przyrody Międzynarodowej Unii Ochrony Przyrody (IUCN) służą jako globalny standard przy definiowaniu form ochrony przyrody, które mogą się znacząco różnić w systemach prawnych poszczególnych państw. System powstał w 1978 r. i został uzupełniony w 1994 r. 
Obecnie IUCN wyróżnia sześć kategorii (i dwie podkategorie) ponumerowanych cyframi rzymskimi.

## Kategoria I
- Ia ścisły rezerwat przyrody (ang. strict nature reserve) – jest to w definicji IUCN obszar chroniony w którym się chroni bioróżnorodność i struktury powierzchniowe, gdzie obecność człowieka i jego wpływy są ściśle kontrolowane i ograniczone. Takie obszary służą badaniom naukowym i monitoringowi środowiska[3]. Ich głównym zadaniem jest ochrona wyróżniających się ekosystemów, gatunków i struktur geomorfologicznych uformowanych przez przyrodę i zachowanych w stanie naturalnym.

- Ib obszar pierwotny (ang. wilderness area) – zbliżona forma ochrony przyrody do ścisłych rezerwatów przyrody, ale są zazwyczaj większe, zasady wstępu są nieco mniej restrykcyjne[4], a ich cel istnienia jest mniej powiązany z badaniami naukowymi[5].

W Polsce nie ma żadnego obszaru chronionego należącego do tej kategorii.

## Kategoria II
Park narodowy (ang. national park) – według standardów IUCN jest to duży obszar naturalny, lub zbliżony do naturalnego, gdzie chroni się wielkoskalowe procesy ekologiczne, ekosystemy i gatunki. Dodatkowo są one dostępne dla turystów, badań naukowych, edukacji. W parkach narodowych często określa się strefy ochrony ścisłej zbliżone charakterem do kategorii Ia. Tę kategorię ma 15 polskich parków narodowych.

## Kategoria III
Pomnik przyrody (ang. natural monument) – obejmuje pojedynczy obiekt przyrody, jak formacja skalna, jaskinia, drzewa. Są zazwyczaj bardzo małe i mają dużą wartość turystyczną. 

## Kategoria IV
Obszar ochrony gatunkowej/siedliskowej (ang. habitat/species management area) – obszary mające na celu ochronę (lub przywrócenie) określonych siedlisk lub gatunków. Często wymagają środków ochrony czynnej, aby wspomóc założone cele (ale nie jest to wymogiem). Zazwyczaj są one fragmentami większych ekosystemów. W Polsce do tej kategorii należą rezerwaty przyrody.

## Kategoria V
Obszar chronionego krajobrazu (ang. protected landscape/seascape) – obszar gdzie ludzie żyją w harmonii z przyrodą, często o znaczących wartościach ekologicznych, kulturowych, przyrodniczych i krajobrazowych. Są to tereny zamieszkane, często wykorzystywane rolniczo, łatwo dostępne dla turystów. W Polsce odpowiadają im parki krajobrazowe, ale także niektóre parki narodowe, jak Wigierski, czy Ojcowski.

## Kategoria VI
Obszar czynnej ochrony zasobów przyrodniczych (ang. managed resource protected area) – są to tereny o cennych wartościach przyrodniczych i kulturowych, gdzie dopuszcza się ograniczone wydobycie surowców naturalnych (także jako jeden ze środków ochrony).